# Zumbi
Zumbi (1655 – 20 novembre 1695) è stato l'ultimo leader del Quilombo dos Palmares, nell'odierno stato dell'Alagoas, in Brasile.
I quilombo erano comunità politicamente autonome, fondate da schiavi fuggiti dalle fazendas e dagli altri luoghi di prigionia del Brasile ai tempi della schiavitù.
Il 6 febbraio 1694, dopo 67 anni di resistenza contro i coloni portoghesi ed olandesi, il Quilombo dos Palmares venne distrutto dalle truppe mercenarie di Domingos Jorge Velho. Zumbi sopravvisse all'attacco e si rifugiò nella macchia dove trascorse i successivi due anni, per poi morire il 20 novembre 1695 in un'imboscata.
Nell'immaginario collettivo brasiliano Zumbi costituisce una sorta di Spartaco brasiliano.

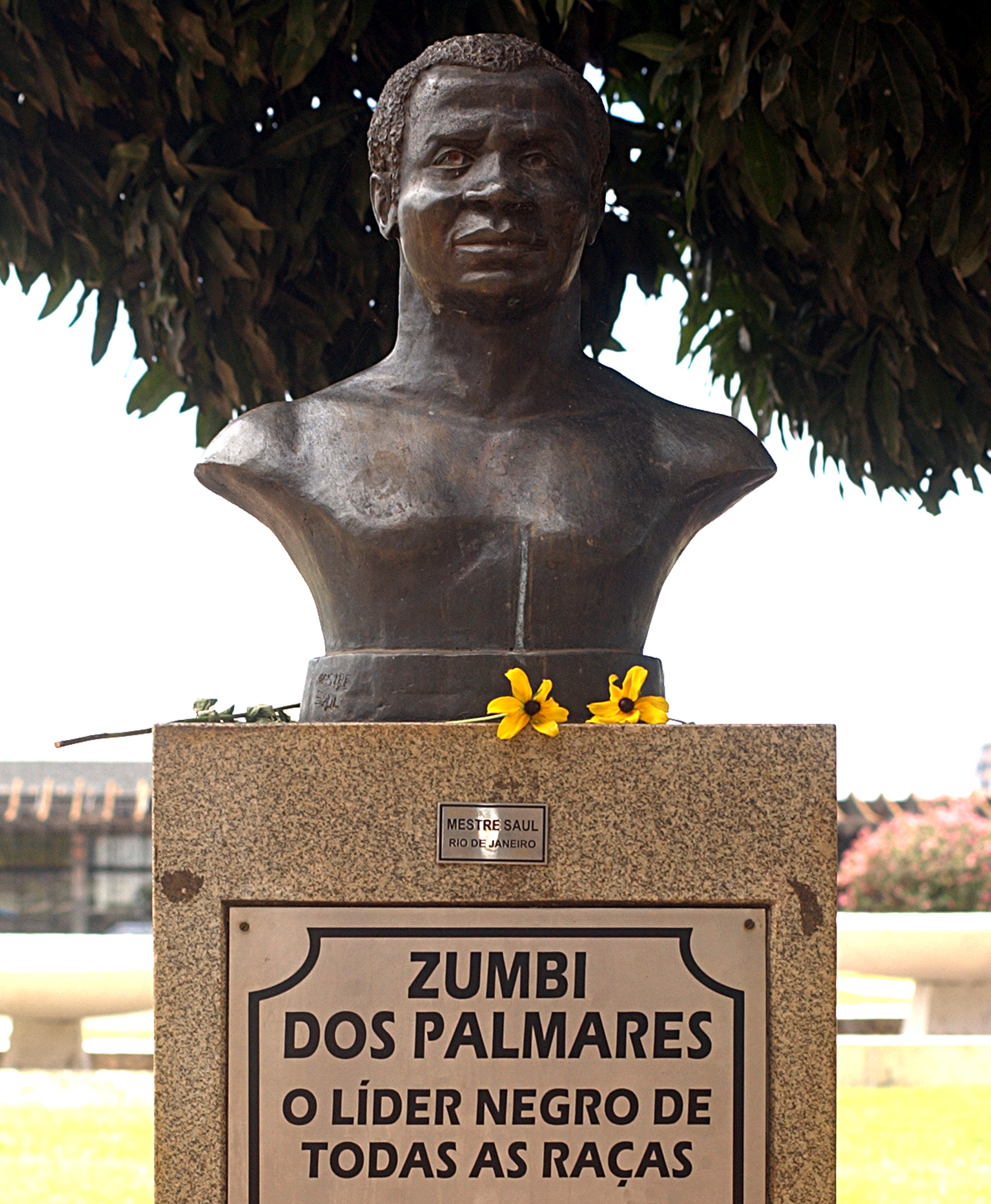
Busto di Zumbi dos Palmares a Brasilia.

## Storia
Il Quilombo dos Palmares (nella regione brasiliana di União dos Palmares, Alagoas) era una comunità autonoma, un regno (o repubblica secondo alcuni) formata da ex schiavi neri fuggiti dalle fazendas (piantagioni) brasiliane. Occupava un'area grande quasi come il Portogallo nella zona ad ovest dell'attuale città di Salvador de Bahia, oggi parte dello stato di Alagoas. La sua popolazione raggiungeva circa 30 000 persone.
Zumbi nacque libero a Palmares il 1655, ma fu catturato e successivamente ceduto ad un missionario portoghese all'età di sei anni. Battezzato "Francisco", Zumbi ricevette i sacramenti, apprese il portoghese e il latino, aiutando ogni giorno a celebrare la messa. Nonostante i tentativi di "civilizzazione", Zumbi fuggì nel 1670, tornando all'età di 15 anni nella città di origine. Zumbi si fece notare per la sua destrezza e la sua astuzia nella lotta e all'età di vent'anni era già uno stratega militare rispettato dal suo popolo.
Nel 1678, il governatore della Capitania de Pernambuco, stanco del lungo conflitto, si riappacificò col capo del Quilombo dos Palmares, Ganga Zumba. Fu offerta la libertà a tutti gli schiavi fuggitivi a condizione che il quilombo si sottomettesse all'autorità della corona portoghese; la proposta venne accettata. Zumbi e sua moglie Dandara guardavano con sospetto ai portoghesi ed erano contrari ad accettare l'offerta di libertà per le persone del quilombo finché gli altri neri del Brasile fossero rimasti sotto il giogo della schiavitù. Rifiutò quindi la proposta del governatore e, promettendo di continuare la resistenza contro l'oppressione portoghese, spodestò lo zio Ganga Zumba, divenendo il nuovo capo del Quilombo dos Palmares.
Quindici anni dopo la conquista della leadership da parte di Zumbi, il bandeirante di San Paolo Domingos Jorge Velho fu chiamato a organizzare l'invasione del quilombo. Il 6 febbraio del 1694 la capitale di Palmares, Macaco, fu distrutta, Dandara si suicidò e Zumbi fu ferito.
Zumbi fu infine catturato in un'imboscata dal capitano Furtado de Mendonça nella Serra dois Irmãos ("foresta dei due fratelli").
Pugnalato, resistette, ma venne giustiziato insieme con altri 20 guerrieri due anni dopo nella battaglia tenutasi il 20 novembre 1695.
La sua testa venne tagliata e staccata e il suo pene inserito nella bocca dal governatore Melo e Castro. A Recife la testa fu esposta in una piazza pubblica (Praça do Carmo) per impaurire gli schiavi e smentire la leggenda secondo cui Zumbi fosse immortale. Il 14 marzo del 1696 il governatore di Pernambuco Caetano de Melo e Castro scrisse infatti al re del Portogallo: "Ho chiesto che fosse esposta la sua testa nel posto più in vista di questa piazza per impaurire i neri che per superstizione ritengono Zumbi immortale."
Zumbi è oggi, per la popolazione brasiliana, un simbolo di resistenza. Nel 1995, la data della sua morte fu adottata per celebrare la Giornata della Coscienza Nera.

## Cronologia
- Intorno al 1600: alcuni schiavi neri fuggiti dalle piantagioni di canna da zucchero, negli attuali stati di Pernambuco e Alagoas in Brasile, fondano nella foresta della Barriga il Quilombo dos Palmares.
- 1630: Invasione degli olandesi nella regione del "Nordeste" del Brasile. Viene di conseguenza destabilizzata la produzione dello zucchero e facilitata la fuga degli schiavi.
- 1644: tentativo olandese di soggiogare il quilombo di Palmares respinto dai suoi abitanti (quilombolas).
- 1654: I portoghesi cacciano gli olandesi dal nord-est brasiliano.
- 1655: Nasce Zumbi, nipote della principessa congolese Aqualtune.
- 1662 (data incerta): ancora bambino, Zumbi viene rapito da soldati portoghesi e portato a Porto Calvo, dove è consegnato al gesuita António Melo, e battezzato col nome di Francisco, aiuta nelle messe e studia portoghese e latino.
- 1670: Zumbi a 15 anni fugge e torna a Palmares. Lo stesso anno Ganga Zumba, figlio della principessa Aqualtune e zio di Zumbi, assume la leadership del quilombo, che conta ormai più di 30 000 abitanti.
- 1675: Nella lotta contro i soldati portoghesi comandati dal Sargento-mor Manuel Lopes, Zumbi si dimostra un grande guerriero e organizzatore militare. Lo stesso anno le truppe portoghesi comandate da Sargento-mor Manuel Lopes, dopo una battaglia sanguinosa avanzano nel territorio del quilombo. Dopo una ritirata di cinque mesi, i neri contrattaccano, tra loro Zumbi con appena venti anni di età. Dopo una lotta feroce, Manuel Lopes è obbligato a ritirarsi a Recife. Palmares si estendeva dal confine sinistro di São Francisco fino a Capo Santo Agostinho e aveva più di duecento chilometri di estensione, una repubblica con una rete di undici "mocambo" (città), simili alle città murate medievali europee, dove al posto delle mura di pietra sorgevano palizzate di legno. il mocambo principale, il primo ad essere fondato dagli schiavi fuggiaschi si trovava nella Serra da Barriga e aveva il nome di Cerca do Macaco. Due vie spaziose con circa 1500 capanne e ottomila abitanti. Amaro, l'altro mocambo, ne aveva 5000. Gli altri mocambo erano Sucupira, Tabocas, Zumbi, Osenga, Acotirene, Danbrapanga, Sabalangá e Andalaquituche.
- 1680: Zumbi prende il posto di Ganga Zumba a Palmares e comanda la resistenza contro le truppe portoghesi.
- 1694: Domingos Jorge Velho e Vieira de Melo comandano l'attacco finale contro la Cerca do Macaco, principale "mocambo" (villaggio) del quilombo di Palmares, luogo di nascita di Zumbi. Circondata da tre palizzate ognuna e difesa da più di 200 uomini armati, dopo 94 anni di esistenza, il quilombo soccombe all'esercito portoghese. Benché ferito, Zumbi riesce comunque a fuggire.
- 1695, 20 novembre: Zumbi, tradito e denunciato da un vecchio amico, è localizzato, catturato e decapitato a 40 anni d'età. Zumbí è chiamato anche l'"Eis o Espírito", e come tale è diventato una leggenda e venne spesso citato dagli abolizionisti come eroe e martire.

## Influenza culturale
Attualmente il 20 novembre è celebrato in Brasile come il Giorno della Coscienza Nera. Il giorno ha un significato speciale in particolar modo per i neri brasiliani, che vedono Zumbi come l'eroe che lottò per la libertà.

### Musica
- Da Zumbi ha preso il nome il gruppo musicale Chico Science & Nação Zumbi, il cui nome è stato abbreviato a Nação Zumbi dopo la morte del cantante Chico Science.
- È citato in diversi testi dei Soulfly, nonché nelle canzoni Ratamahatta dei Sepultura e Sampa di Caetano Veloso ("...Mais possível novo quilombo de Zumbi...").
- A Zumbi sono dedicate due canzoni, o meglio due versioni della stessa canzone, di Jorge Ben Jor: Zumbi da Á tabúa de esmeralda (1974), in versione acustica, e Africa Brasil (Zumbi) da Africa Brasil del 1976, pesantemente modificata nell'armonia e nell'arrangiamento, stavolta elettrico.

### Videogiochi
Il suo nome è stato dato a uno dei lottatori del gioco in Macromedia Flash: Capoeira Fighter 2.

### Capoeira
- È anche uno dei nomi più importanti legati alla cultura del combattimento nota come Capoeira.[senza fonte].

### Intitolazioni
L'aeroporto internazionale di Maceió porta il nome di "Aeroporto Internacional Zumbi dos Palmares".